# Nascimento (labdarúgó, 1937)
Nascimento, született Alfredo José Henriques Nascimento (Montijo, 1937. május 5. –) portugál labdarúgó, kapus.

## Pályafutása
1959 és 1964 között a Belenenses, 1964 és 1970 között a Benfica, 1970 és 1974 között az União de Tomar kapusa volt. A Benficával három portugál bajnoki címet ért el. Tagja volt az 1967–68-as idényben a BEK-döntős együttesnek.

## Sikerei, díjai
Benfica
- Portugál bajnokság (Primeira Liga)
  - bajnok (3): 1964–65, 1966–67, 1968–69
- Bajnokcsapatok Európa-kupája (BEK)
  - döntős: 1967–68